# 23 Łotewski Batalion Schutzmannschaft Gauja
23 Łotewski Batalion Schutzmannschaft „Gauja” (niem. 23 Lettische Schutzmannschafts Bataillon „Gauja”) – kolaboracyjny pomocniczy oddział policyjny złożony z Łotyszy podczas II wojny światowej

## Historia
Batalion rozpoczęto formować 25 lutego 1942 r. w Boldera pod Rygą. Składał się z czterech kompanii. Na jego czele stanął kpt. K. Brigadiers. Oddział liczył 15 oficerów, 67 podoficerów i 432 szeregowych policjantów. Łotysze umundurowani byli w uniformy po armii łotewskiej. Na pocz. maja zakończono szkolenie wojskowe. Pod koniec miesiąca batalion przybył na okupowaną Ukrainę do Dniepropietrowska. Do grudnia podstawowym zadaniem Łotyszy była ochrona robót drogowych prowadzonych przez rosyjskich robotników w rejonie miasta. Na pocz. 1943 r. otrzymali oni nowe mundury niemieckie z łotewskimi plakietkami na rękawach. W marcu przerzucono ich na Zaporoże, gdzie ochraniali budowę umocnień wojskowych. Następnie powrócili do Dniepropietrowska, zaś stamtąd zostali odesłani do Kerczu na okupowany Krym, gdzie zabezpieczali budowę strategicznego mostu. Batalion liczył wówczas ok. 300 ludzi. Kiedy Armia Czerwona zbliżyła się do Kerczu w październiku 1943 r., Łotysze zostali wycofani przez Rumunię do rejonu Brześć-Kowel. Tam brali udział w działaniach antypartyzanckich. Pod koniec grudnia generalny inspektor Legions-Brigadeführer der Waffen-SS Rūdolfs Bangerskis próbował bezskutecznie doprowadzić do powrotu batalionu na Łotwę. Wbrew temu w styczniu 1944 r. do batalionu dołączono niemiecką kompanię piechoty, po czym przerzucono na linię frontu w rejonie Równego. Podczas ciężkich walk zginęło ok. 140 Łotyszy. Nie byli oni w stanie utrzymać linii frontu, przez którą wdarły się dwie kompanie Armii Czerwonej i rozgromiły oddział niemiecki. W tej sytuacji batalion w lutym wycofano z frontu na tyły, po czym 2 marca powrócił do Rygi. Po uzupełnieniu strat Łotysze 4 kwietnia zostali przeniesieni w rejon Abertnes, gdzie ochraniali miejscową ludność przed partyzantami. W lipcu przerzucono ich do Semigalii. Batalion został wraz z niemiecką 215 Dywizją Piechoty okrążony przez oddziały sowieckie, ale zdołał się wyrwać, po czym przeszedł w rejon Kegumu-Lielvārde. Na pocz. sierpnia Łotysze ponownie znaleźli się w okrążeniu, po czym 11 sierpnia ponownie rozerwali je, ponosząc duże straty. Kilku Łotyszy zostało udekorowanych Żelaznymi Krzyżami 2 klasy. Następnego dnia sami zaatakowali, zdobywając 3 działa przeciwpancerne. Następnie na pocz. 1945 r. zostali przetransportowani do Kurlandii, wchodząc w skład VI Korpusu SS. Batalion liczył wówczas ok. 350 ludzi. Dołączono do niego kompanię z Batalionu Budowniczego "Zvaizgne". Łotysze skapitulowali wraz z pozostałymi oddziałami niemieckimi i łotewskimi na pocz. maja, po ogłoszeniu kapitulacji przez Niemcy.